# Daytime Emmy Awards 2020
La cerimonia della 47ª edizione dei Daytime Emmy Awards (47th Daytime Emmy Awards) ha premiato i migliori programmi e i migliori personaggi del 2019 del daytime.
La premiazione, organizzata dalla National Academy of Television Arts and Sciences (NATAS), avrebbe dovuto aver luogo al Pasadena Civic Auditorium di Pasadena in tre serate consecutive dal 12 al 14 giugno 2020. Il 19 marzo 2020 la NATAS ha posposto le cerimonie a causa della diffusione della pandemia di COVID-19 e delle relative restrizioni che vietano o sconsigliano l'assembramento di persone. Il 28 aprile, l'Academy ha annunciato che la premiazione sarebbe stata attuata solo attraverso una serie di cerimonie virtuali. Il 20 maggio viene annunciato che la cerimonia virtuale avrebbe avuto luogo il 26 giugno e che sarebbe stata trasmessa in diretta televisiva dalla CBS, dopo 5 anni di cerimonie trasmesse solo via streaming. Nella trasmissione live della CBS, sono stati annunciati solo i premi principali di 19 categorie. I nomi di altri 24 vincitori sono stati diffusi via Twitter. I restanti vincitori per le categorie riguardanti le serie digitali verranno resi pubblici in una cerimonia virtuale il 19 luglio, mentre altre categorie - tra cui quelle riguardanti i programmi per bambini - saranno premiate il 26 luglio 2020.
La cerimonia virtuale è stata introdotta da Sharon Osbourne, Sheryl Underwood, Eve, Carrie Ann Inaba e Marie Osmond del talk show The Talk.
Le nomination sono state annunciate il 21 maggio 2020.

## Daytime Emmy Awards

### Soap opera

#### Miglior serie drammatica
- Febbre d'amore (The Young and the Restless) (CBS)
  - Beautiful (The Bold and the Beautiful) (CBS)
  - General Hospital (ABC)
  - Il tempo della nostra vita (Days of Our Lives) (NBC)

#### Miglior serie drammatica digitale
- The Bay (Amazon Prime)
  - After Forever (Amazon Prime)
  - Dark/Web (Amazon Prime)
  - EastSiders (Netflix)
  - Studio City (Amazon Prime)

#### Miglior attore protagonista in una serie drammatica
- Jason Thompson (Billy Abbott) – Febbre d'amore (The Young and the Restless)
  - Steve Burton (Jason Morgan) – Febbre d'amore (The Young and the Restless)
  - Thorsten Kaye (Ridge Forrester) – Beautiful (The Bold and the Beautiful)
  - Jon Lindstrom (Kevin Collins/Ryan Chamberlain) – General Hospital
  - Thaao Penghlis (Tony DiMera) – Il tempo della nostra vita (Days of Our Lives)

#### Miglior attrice protagonista in una serie drammatica
- Heather Tom (Katie Logan) – Beautiful (The Bold and the Beautiful)
  - Finola Hughes (Anna Devane) – General Hospital
  - Katherine Kelly Lang (Brooke Logan) – Beautiful (The Bold and the Beautiful)
  - Maura West (Ava Jerome) – General Hospital
  - Arianne Zucker (Nicole Walker) – Il tempo della nostra vita (Days of Our Lives)

#### Miglior attore non protagonista in una serie drammatica
- Bryton James (Devon Hamilton) – Febbre d'amore (The Young and the Restless)
  - Mark Grossman (Adam Newman) – Febbre d'amore (The Young and the Restless)
  - Wally Kurth (Justin Kiriakis) – Il tempo della nostra vita (Days of Our Lives)
  - Chandler Massey (Will Horton) – Il tempo della nostra vita (Days of Our Lives)
  - James Patrick Stuart (Valentin Cassadine) – General Hospital
  - Paul Telfer (Xander Kiriakis) – Il tempo della nostra vita (Days of Our Lives)

#### Miglior attrice non protagonista in una serie drammatica
- Tamara Braun (Kim Nero) – General Hospital
  - Rebecca Budig (Hayden Barnes) – General Hospital
  - Susan Seaforth Hayes (Julie Williams) – Il tempo della nostra vita (Days of Our Lives)
  - Christel Khalil (Lily Winters) – Febbre d'amore (The Young and the Restless)
  - Annika Noelle (Hope Logan) – Beautiful (The Bold and the Beautiful)

#### Miglior giovane interprete in una serie drammatica
- Olivia Rose Keegan (Claire Brady) – Il tempo della nostra vita (Days of Our Lives)
  - Sasha Calle (Lola Rosales) – Febbre d'amore (The Young and the Restless)
  - Katelyn MacMullen (Willow Tait) – General Hospital
  - Eden McCoy (Josslyn Jacks) – General Hospital
  - Thia Megia (Haley Chen) – Il tempo della nostra vita (Days of Our Lives)

#### Miglior guest star in una serie drammatica
- Eva LaRue (Celeste Rosales) – Febbre d'amore (The Young and the Restless)
  - Elissa Kapneck (Sasha) – Febbre d'amore (The Young and the Restless)
  - Michael E. Knight (Martin Gre) – General Hospital
  - Jeffrey Vincent Parise (Simon Black) – Febbre d'amore (The Young and the Restless)
  - Chrishell Stause (Jordan Ridgeway) – Il tempo della nostra vita (Days of Our Lives)

#### Miglior team di registi di una serie drammatica
- Beautiful (The Bold and the Beautiful) – Cynthia J. Popp, Anthony Pascarelli e Jennifer Howard (registi); Catherine Sedwick, Brian Connell, Jennifer Scott Christensen e Clyde Kaplan (registi associati)
  - Febbre d'amore (The Young and the Restless) – Michael Eilbaum, Sally McDonald, Owen Renfroe e Steven Williford (registi); Derek Berlatsky, Andrew J. Hachem e Robbin Phillips (registi associati)
  - General Hospital – Frank Valentini, Larry Carpenter, William Ludel, Scott McKinsey, Gary Tomlin, Phideaux Xavier, Denise Van Cleave e Tina Keller (registi); Teresa Cicala, Christine R. Magarian, Allison Reames, Marika Kushel, Nate Hapke, Peter Fillmore, Paul Glass e Dave Macleod (registi associati)
  - Il tempo della nostra vita (Days of Our Lives) – Steven Williford, Grant A. Johnson, Scott McKinsey, Sonia Blangiardo, Noel Maxam e Albert Alarr (registi); Joseph H. Lumer, Michael Fiamingo, Lugh Powers, Jenee Muyeau e Kevin K. Church (registi associati)

#### Miglior team di sceneggiatori di una serie drammatica
- General Hospital – Shelly Altman, Chris Van Etten e Dan O'Connor (caposceneggiatori); Anna Cascio, Lloyd 'Lucky' Gold, Elizabeth Korte, Scott Sickles, Suzanne Flynn, Charlotte Gibson, Kate Hall, Barbara Bloom e Danny Sheldon (sceneggiatori)
  - Beautiful (The Bold and the Beautiful) – Bradley Bell e Michael Minnis (caposceneggiatori); Patrick Mulcahey, Adam Dusevoir, Shannon Bradley, Michele Val Jean, Rex M. Best e Tracey Ann Kelly (sceneggiatori)
  - Febbre d'amore (The Young and the Restless) – Josh Griffith e Mal Young (caposceneggiatori); Amanda Beall, James H. Brown, Sara A. Bibel, Matt Clifford, Lynn Martin, Janice Ferri, Sara Endsley, Anne Schoettle, Mellinda Hensley, Michael Conforti, Jeff Beldner, Teresa Zimmerman, Christopher Dunn, Natalie Minardi e Daran Little (sceneggiatori)
  - Il tempo della nostra vita (Days of Our Lives) – Ron Carlivati (caposceneggiatore); Ryan Quan (consulente creativo); Fran Myers (script editor); Joanna Cohen, Carolyn Culliton, Richard Culliton, David Kreizman, Rebecca Taylor e Katherine Schock (sceneggiatori); Lorraine Broderick, Rick Draughon, Jeanne Marie Ford, Dave Ryan ed Elizabeth Snyder (sceneggiatori associati)